# Nettapus
Nettapus é um grupo de patos empoleirados muito pequenos do gênero Nettapus que se reproduzem nos trópicos do Velho Mundo. Eles são os menores de todas as aves selvagens. Como os "patos empoleirados" são um grupo parafilético, eles precisam ser colocados em outro lugar. A relação inicialmente assumida com a subfamília de patos Anatinae  foi questionado, e parece que eles formam uma linhagem em uma antiga radiação Gondwana de aves aquáticas, dentro da qual eles são de afinidades obscuras. Uma espécie fóssil não descrita do final do Hemphillian (5,0-4,1 milhões de anos) de Jalisco, México central, também foi identificada na extremidade distal de um tarsometatarso. É o único registro do gênero no Novo Mundo.
O gênero Nettapus foi erigido pelo naturalista alemão Johann Friedrich von Brandt em 1836. O nome é do grego antigo nētta que significa "pato" e pous que significa "pé". Pensava-se que a espécie tipo, o Nettapus auritus, possuía os pés e o corpo de um pato e o pescoço de um ganso.
Existem três espécies existentes no gênero:
| Imagem | Distribuição                           | Nome científico          |
| ------ | -------------------------------------- | ------------------------ |
|        | África Subsaariana                     | Nettapus auritus         |
|        | Norte da Australásia e sudeste da Ásia | Nettapus coromandelianus |
|        | Norte da Austrália e sul da Nova Guiné | Nettapus pulchellus      |